# ドラゴンボールDS
『ドラゴンボールDS』（ドラゴンボールディーエス）は、バンダイナムコゲームスのバンダイレーベルより2008年9月18日に発売されたニンテンドーDS用3Dアクションゲーム。『ドラゴンボール』のニンテンドーDS作品第3弾。
原作におけるブルマと孫悟空の出会いから、第二十一回天下一武道会までのストーリーを追体験できる。また、オリジナルのサブシナリオも収録されている。
2010年1月28日に廉価版のバリュープライス2800版が発売された。
本項では続編にあたる『ドラゴンボールDS2 突撃!レッドリボン軍』についても記述する。

## システムと基本操作
基本的な操作は全てタッチペンで行う。任意にボタンを振り分けるショートカット機能も使用可能。
攻撃は「モード変更ボタン」をタッチすることで、格闘モード（素手）と如意棒モードを切り替える。

## ドラゴンボールDS

### ストーリー
- エピソード1 - ブルマと出会い、ドラゴンボールを探す旅に出る。
- エピソード2 - ウーロンとの闘い。
- エピソード3 - ヤムチャとの闘い。
- エピソード4 - フライパン山を鎮めるため亀仙人を連れてくる。
- エピソード5 - ウサギ団との闘い。
- エピソード6 - ピラフ一味にドラゴンボールを奪われ、神龍が出現。
- エピソード7 - 亀仙人のもとで修行を始める。
- エピソード8 - 第二十一回天下一武道会。

### 登場キャラクター
キャラクターボイスはイベントや戦闘の一部のみ。
『ドラゴンボールDS』
- 孫悟空（声 - 野沢雅子）
- ブルマ（声 - 鶴ひろみ）
- ウーロン（声 - 龍田直樹）
- ヤムチャ（声 - 古谷徹）
- プーアル（声 - 渡辺菜生子）
- チチ（声 - 渡辺菜生子）
- 亀仙人（声 - 増岡弘）
- ジャッキー・チュン（声 - 増岡弘）
- クリリン（声 - 田中真弓）
- ランチ（声 - 小山茉美）
- 孫悟飯じいちゃん（声 - 阪脩）
- 牛魔王（声 - 郷里大輔）
- 兎人参化（声 - 大竹宏）
- ピラフ（声 - 千葉繁）
- シュウ（声 - 玄田哲章）
- マイ（声 - 山田栄子）
- ギラン（声 - 銀河万丈）
- ナム（声 - 竹本英史）
- バクテリアン（声 - 玄田哲章）
- ランファン（声 - 川浪葉子）
- 武道会アナウンサー（声 - 内海賢二）
- 神龍（声 - 内海賢二）
- ウミガメ（声 - なし）
- イルカ（声 - なし）
- 観客（声 - なし）

## ドラゴンボールDS2 突撃!レッドリボン軍
『ドラゴンボールDS2 突撃!レッドリボン軍』（ドラゴンボールディーエスツー とつげき!レッドリボンぐん）は、バンダイナムコゲームスの（後のバンダイナムコエンターテインメント）より2010年2月11日に発売されたニンテンドーDS用アクションゲーム。
内容はレッドリボン軍編から占いババ編まで収録。『Dr.スランプ』から則巻アラレ（声 - 小山茉美）、ニコちゃん大王（声 - 大竹宏）がゲスト出演している。また、声優の郷里大輔が牛魔王を演じるのはこの作品が最後（遺作）となった。
本作では悟空以外のキャラクターも操作することができ、ブルマ、ヤムチャ、ハッチャン、クリリン、アラレが使用可能。各キャラクター用のステージやエピソードも用意されている。その他、ゲームオリジナルの要素として特設フロアで強敵を倒し続け、塔の頂上を目指す「サバイバルタワー」が存在し、このモードでは1人プレイだけでなく2人で通信機能を使った協力プレイもできる。
また、本作にはファミリーコンピュータ用ソフト『ドラゴンボール 神龍の謎』がそのまま収録されている。

### ストーリー（DS2）
- エピソード1 - 四星球を探す旅の途中、レッドリボン軍に遭遇する。
- エピソード2 - ホワイト将軍に捕らわれたジングル村の村長を救うため、マッスルタワーへ向かう。
- エピソード3 - ブルマ、クリリンとともに海底にあるドラゴンボールを捜索する。
- エピソード4 - ペンギン村でブルー将軍と対決する。
- エピソード5 - 聖地カリンでカリン様の修行を受けた後、桃白白と戦う。
- エピソード6 - レッドリボン軍本部での闘い。
- エピソード7 - ドラゴンボールの場所を教えてもらうため、占いババの選手5人と戦う。
- エピソード8 - 最後のドラゴンボールを求め、ピラフの空中要塞に乗り込む。

### 登場キャラクター（DS2）
- レッド総帥（声 - 内海賢二）
- ブラック参謀（声 - 佐藤正治）
- シルバー大佐（声 - 銀河万丈）
- ブルー将軍（声 - 古川登志夫）
- バイオレット大佐（声 - 杉山佳寿子）
- ホワイト将軍（声 - 玄田哲章）
- メタリック軍曹（声 - 青森伸）
- ムラサキ曹長（声 - 青野武）
- ブヨン（声 - 松原大典）
- 人造人間8号（声 - 飯塚昭三）
- ウパ（声 - 堀江美都子）
- ボラ（声 - 銀河万丈）
- 桃白白（声 - 大塚周夫）
- カリン様（声 - 永井一郎）
- アックマン（声 - 池水通洋）
- ミイラくん（声 - 飯塚昭三）
- ドラキュラマン（声 - 藤本たかひろ）
- スケさん（声 - 大竹宏）

#### その他のボスキャラクター
原作で登場するキャラクターの他、アニメやゲームのオリジナルキャラクターを含む。
RR軍装甲車（レッドリボンぐんそうこうしゃ）
エピソード2で登場。マッスルタワーへ向かう途中の雪山で出現。
イエティ
エピソード2で登場。ゲームオリジナルキャラクター。雪山で出現。
RR小型戦闘機（レッドリボンこがたせんとうき）
エピソード3で登場。孤島で2機同時に出現する。
海賊ロボット（かいぞくロボット）
エピソード3で登場。原作にも登場する。
謎の石像（なぞのせきぞう）
エピソード3で登場。アニメにも登場した、複数の腕を持つ石像。海底洞窟の宝箱を守護している。
巨大ダコ（きょだいダコ）
エピソード3で登場。原作にも登場する。
キングティラノ
エピソード3で登場。ゲームオリジナルキャラクター。孤島で2体同時に出現する。
冒険者ガイコツ（ぼうけんしゃガイコツ）
エピソード3で登場。ゲームオリジナルキャラクター。海底洞窟で5体出現する。
ニコちゃんUFO（ニコちゃんユーフォー）
エピソード4で登場。アニメにも登場した、『Dr.スランプ』のニコチャン大王が乗るUFO。
壊れたドラゴンレーダーの修理に必要な材料を持っていそうということで、ペンギン村で悟空に追いかけられることになる。ニコちゃん星ウンチくんを大量に落としてくる。
ケツァルコアトルス
エピソード5で登場。ゲームオリジナルキャラクター。聖地カリンの遺跡に居座る怪鳥。
RR戦車（レッドリボンせんしゃ）
エピソード6で登場。レッドリボン基地で出現。
バトルジャケット
エピソード6で登場。原作にも登場する。レッドリボン基地で出現。
ブラックが搭乗する他にサブエピソードではサルが搭乗するが、サルの方が操縦がうまいようで、ブラックの時よりパワーアップしている。
四脚ロボットVer.B（よんきゃくロボットバージョンビー）
エピソード8で登場。原作でピラフ一味のシュウが搭乗していた4本足のロボットと同型。
四脚ロボットVer.Z（よんきゃくロボットバージョンゼット）
エピソード8で登場。上記のロボットの色違い。
ピラフマシン1番機、2番機、3番機
エピソード8で登場。原作にも登場する。
合体ピラフマシン（がったいピラフマシン）
エピソード8で登場。原作にも登場する。

## 主題歌
『ドラゴンボールDS』
- 「魔訶不思議アドベンチャー!」[注 1]（歌：高橋洋樹）

『ドラゴンボールDS2』
- 「ロマンティックあげるよ」（歌：橋本潮）

## 攻略本
- Vジャンプブックス ドラゴンボールDS アドベンチャーバイブル - 集英社、2008年9月18日、ISBN 4-08-779476-8
- Vジャンプブックス ドラゴンボールDS2 突撃!レッドリボン軍  突撃!アドベンチャーバイブル - 集英社、2010年2月12日、ISBN 4-08-779545-4